# Leptomorphus ornatus
Leptomorphus ornatus är en tvåvingeart som beskrevs av Enrico Adelelmo Brunetti 1912. Leptomorphus ornatus ingår i släktet Leptomorphus och familjen svampmyggor. Inga underarter finns listade i Catalogue of Life.